# Piz Materdell
Piz Materdell är en bergstopp i Schweiz.   Den ligger i regionen Maloja och kantonen Graubünden, i den östra delen av landet, 180 km öster om huvudstaden Bern. Toppen på Piz Materdell är 2 967 meter över havet, eller 501 meter över den omgivande terrängen. Bredden vid basen är 5,1 km.
Terrängen runt Piz Materdell är bergig österut, men västerut är den kuperad. Närmaste större samhälle är St. Moritz, 13,1 km nordost om Piz Materdell. 
Trakten runt Piz Materdell består i huvudsak av gräsmarker. Runt Piz Materdell är det glesbefolkat, med 13 invånare per kvadratkilometer.